# Drăgănești de Vede
Drăgăneşti de Vede é uma comuna romena localizada no distrito de Teleorman, na região de Muntênia. A comuna possui uma área de 31.49 km² e sua população era de 2209 habitantes segundo o censo de 2007.